# Villimpenta
Villimpenta là một đô thị tại tỉnh Mantova trong vùng Lombardia của Italia, có vị trí cách khoảng 150 km về phía đông của Milano và khoảng 20 km về phía đông của Mantova. Tại thời điểm ngày 31 tháng 12 năm 2004, đô thị này có dân số 2.107 người và diện tích là 15 km².
Đô thị Villimpenta có các frazione (subdivision) Pradello.
Villimpenta giáp các đô thị: Castel d'Ario, Gazzo Veronese, Roncoferraro, Sorgà, Sustinente.